# Jenna Hasse
 (décembre 2022).
La mise en forme du texte ne suit pas les recommandations de Wikipédia : il faut le « wikifier ».
Les points d'amélioration suivants sont les cas les plus fréquents. Le détail des points à revoir est peut-être précisé sur la page de discussion.
- Les titres sont pré-formatés par le logiciel. Ils ne sont ni en capitales, ni en gras.
- Le texte ne doit pas être écrit en capitales (les noms de famille non plus), ni en gras, ni en italique, ni en « petit »…
- Le gras n'est utilisé que pour surligner le titre de l'article dans l'introduction, une seule fois.
- L'italique est rarement utilisé : mots en langue étrangère, titres d'œuvres, noms de bateaux, etc.
- Les citations ne sont pas en italique mais en corps de texte normal. Elles sont entourées par des guillemets français : « et ».
- Les listes à puces sont à éviter, des paragraphes rédigés étant largement préférés. Les tableaux sont à réserver à la présentation de données structurées (résultats, etc.).
- Les appels de note de bas de page (petits chiffres en exposant, introduits par l'outil «  Source ») sont à placer entre la fin de phrase et le point final[comme ça].
- Les liens internes (vers d'autres articles de Wikipédia) sont à choisir avec parcimonie. Créez des liens vers des articles approfondissant le sujet. Les termes génériques sans rapport avec le sujet sont à éviter, ainsi que les répétitions de liens vers un même terme.
- Les liens externes sont à placer uniquement dans une section « Liens externes », à la fin de l'article. Ces liens sont à choisir avec parcimonie suivant les règles définies. Si un lien sert de source à l'article, son insertion dans le texte est à faire par les notes de bas de page.
- La présentation des références doit suivre les conventions bibliographiques. Il est recommandé d'utiliser les modèles {{Ouvrage}}, {{Chapitre}}, {{Article}}, {{Lien web}} et/ou {{Bibliographie}}. Le mode d'édition visuel peut mettre en forme automatiquement les références.
- Insérer une infobox (cadre d'informations à droite) n'est pas obligatoire pour parachever la mise en page.

Pour une aide détaillée, merci de consulter Aide:Wikification.
Si vous pensez que ces points ont été résolus, vous pouvez retirer ce bandeau et améliorer la mise en forme d'un autre article.
Pour les articles homonymes, voir Hasse.
Jenna Hasse (née en 1989 à Lisbonne au Portugal) est une réalisatrice et actrice suisse-portugaise.

## Biographie et carrière
Fille d’une mère suisse et d’un père portugais, Jenna Hasse a grandi dans la région de la Côte dans  le canton de Vaud en Suisse,.
Après avoir commencé des études de cinéma à l’Université de Lausanne, elle a été formée à l’INSAS à Bruxelles, en interprétation dramatique.

### Réalisatrice
En 2014, elle réalise son premier court métrage en tant que réalisatrice et auteure : En août. Le film est sélectionné pour la Quinzaine des réalisateurs au Festival de Cannes, suivi par une variété d'autres festivals tels que l'IFF Rotterdam, le BFI Londres et d'autres. Entre autres choses, le film a été nommé pour le Prix du cinéma suisse en tant que meilleur court métrage.
Son deuxième court métrage, Soltar (2016), dans lequel elle joue également le rôle principal, ainsi que son moyen métrage Il protagonista (2020), ont été projetés dans des festivals tels que le FIFF Namur, Curtas Vila do Conde et DocLisboa,.
Son premier long métrage, L'Amour du monde, a obtenu une mention spéciale du jury à la Berlinale en 2023. Pour ce film, Jenna Hasse a de nouveau travaillé avec Clarisse Moussa, qui avait joué le rôle d'une fille dans En août. L'Amour du monde a été nommé pour le Young Audience Award au Prix du cinéma européen ainsi que pour le Prix du cinéma Suisse en tant que meilleur film de fiction,.

### Actrice
En tant qu'actrice, Jenna Hasse travaille à la fois au cinéma et au théâtre. Depuis 2009, elle participe à diverses pièces de théâtre en Suisse, en France et en Belgique. En 2012, elle a fait partie du projet Junge Talente, qui promeut les jeunes acteurs et actrices suisses. Elle a travaillé entre autres sur des films d'Emmanuel Finkiel, Jean-Paul Civeyrac, Stéphanie Chuat et Véronique Reymond. Pour son rôle dans On avait dit qu'on irait jusqu'en haut du réalisateur suisse Tizian Büchi, elle a reçu le prix de la meilleure interprétation au Sahar International Film Festival. En 2023 sort le court métrage La gravidité de la réalisatrice Suisse Jela Hasler, dans lequel Jenna Hasse incarne le rôle principal. La gravidité est nommé pour le Prix du cinéma Suisse 2024.
Elle est membre du comité de Pro Short, l'association du court métrage Suisse.

## Filmographie
(Sources,,)

### Réalisation et scénario
- 2014 : En Août (court métrage)
- 2016 : Soltar (court métrage)
- 2016: Visions Via Roma (court métrage)
- 2020 : Il protagonista (documentaire de moyen métrage)
- 2023 : L'Amour du monde (scénario en collaboration avec Nicole Stankiewick et Julien Bouissoux)

### Actrice

#### Cinéma
- 2017 : La Douleur
- 2017 : Mes provinciales
- 2019 : Petite Sœur (film, 2020)

#### Courts métrages
- 2013 : Dérobée
- 2014 : Les Vagues
- 2014 : On avait dit qu'on irait jusqu'en haut
- 2015 : Un éléphant me regarde
- 2015 : Pavillon n°7
- 2016 : Soltar
- 2016: Visions Via Roma
- 2016 : Sott'Acqua
- 2017 : A Léa, à l'aube
- 2023 : La gravidité

## Théâtre
- 2009 : L'Amant, mise en scène de Benoit Blampain, Vevey
- 2010 : Venus Erotica (lecture du texte d'Anaïs Nin), mise en scène de Benoît Blampain, Namur
- 2012 : La Mouette d'Anton Tchekhov, mise en scène de Roumen Tchakarov Nina
- 2013 : Tristesse animal noir de Hanja Hilling, mise en scène de Selma Alaoui
- 2014 : La Cerisaie d'Anton Tchekhov, mise en scène Anne Thuot Ania
- 2014 : L'Échange de Paul Claudel, mise en scène Raoul Teuscher Marthe, Théâtre des Amis, Genève et Théâtre Puloff, Lausanne
- 2016 : La Cuisine - reprise, mise en scène Stéphanie Scultore, Festival Courants d'air, Bruxelles
- 2016 : Le Petit monde de George Dandin d'après Molière, mise en scène de Nicole Stankiewick, Outsas, Bruxelles
- 2018 : Des hommes et des flics, Collectif ASBL ASBL, Bruxelles, Café Théâtre de la Toison d'or
- 2022: Chateau-Bateau, Mouton Collectif, Maison Auriolles, Bias
- 2022 : Le Petit monde de George Dandin - reprise, mise en scène par Nicole Stankiewicz, Théâtre des Riches Claires, Bruxelles